# (7986) Romania
(7986) Romania ist ein Asteroid des inneren Hauptgürtels, der am 1. März 1981 vom US-amerikanischen Astronomen Schelte J. Bus entdeckt wurde. Die Entdeckung geschah im Rahmen der U.K. Schmidt-Caltech Asteroid Survey am Siding-Spring-Observatorium (IAU-Code 413) in der Nähe von Coonabarabran in Australien.
Der Asteroid wurde am 6. Mai 2012 nach Rumänien benannt, einer semipräsidentiellen Republik in Südosteuropa.